# Omicron1 Canis Majoris
Pour les articles homonymes, voir Omicron Canis Majoris.
Désignations
Omicron1 Canis Majoris (ο1 CMa / ο1 Canis Majoris) est une étoile variable de quatrième magnitude de la constellation du Grand Chien. D'après la mesure de sa parallaxe annuelle par le satellite Gaia, elle est située à approximativement 2 530 années-lumière de la Terre. Elle s'éloigne du Système solaire à une vitesse radiale de +36 km/s.
ο1 Canis Majoris est une supergéante rouge de type spectral K2Iab et d'une température de surface de 3 900 K. Elle est classée comme une variable irrégulière à longue période de sous-type LC et sa luminosité varie entre les magnitudes +3,78 et +4,09 sans période identifiable.